# Episodi di NCIS: New Orleans (terza stagione)
La terza stagione della serie televisiva NCIS: New Orleans è stata trasmessa in prima visione negli Stati Uniti d'America da CBS dal 20 settembre 2016 al 16 maggio 2017.
In Italia è andata in onda su Rai 2 dal 25 marzo al 2 dicembre 2017.
| nº | Titolo originale         | Titolo italiano                    | Prima TV USA      | Prima TV Italia   |
| -- | ------------------------ | ---------------------------------- | ----------------- | ----------------- |
| 1  | Aftershocks              | Scosse di assestamento             | 20 settembre 2016 | 25 marzo 2017     |
| 2  | Suspicious Minds         | Una partita letale                 | 27 settembre 2016 | 25 marzo 2017     |
| 3  | Man on Fire              | Uomo in fiamme                     | 11 ottobre 2016   | 1º aprile 2017    |
| 4  | Escape Plan              | Piano di evasione                  | 18 ottobre 2016   | 8 aprile 2017     |
| 5  | Course Correction        | Cambio di rotta                    | 25 ottobre 2016   | 15 aprile 2017    |
| 6  | One Good Man             | Un brav'uomo                       | 1º novembre 2016  | 22 aprile 2017    |
| 7  | Outlaws                  | Centauri                           | 22 novembre 2016  | 29 aprile 2017    |
| 8  | Music to My Ears         | Musica per le mie orecchie         | 6 dicembre 2016   | 6 maggio 2017     |
| 9  | Overdrive                | Drive                              | 13 dicembre 2016  | 13 maggio 2017    |
| 10 | Follow the Money         | Segui il denaro                    | 3 gennaio 2017    | 20 maggio 2017    |
| 11 | Let It Ride              | L'ultima corsa                     | 17 gennaio 2017   | 27 maggio 2017    |
| 12 | Hell on the High Water   | Oro nero                           | 24 gennaio 2017   | 23 settembre 2017 |
| 13 | Return of the King       | Il ritorno del re                  | 7 febbraio 2017   | 30 settembre 2017 |
| 14 | Pandora's Box (Part Two) | Il vaso di Pandora (seconda parte) | 14 febbraio 2017  | 10 settembre 2017 |
| 15 | End of the Line          | Un caso ancora aperto              | 21 febbraio 2017  | 7 ottobre 2017    |
| 16 | The Last Stand           | Il beneficio del dubbio            | 7 marzo 2017      | 7 ottobre 2017    |
| 17 | Swift, Silent, Deadly    | Il giustiziere                     | 14 marzo 2017     | 14 ottobre 2017   |
| 18 | Slay the Dragon          | Uccidi il drago                    | 14 marzo 2017     | 21 ottobre 2017   |
| 19 | Quid Pro Quo             | Contagio                           | 28 marzo 2017     | 28 ottobre 2017   |
| 20 | NOLA Confidential        | Nola Confidential                  | 4 aprile 2017     | 4 novembre 2017   |
| 21 | Krewe                    | Per una nobile causa               | 18 aprile 2017    | 11 novembre 2017  |
| 22 | Knockout                 | Al tappeto                         | 2 maggio 2017     | 18 novembre 2017  |
| 23 | Down the Rabbit Hole     | Nella tana del coniglio            | 9 maggio 2017     | 25 novembre 2017  |
| 24 | Poetic Justice           | Giustizia divina                   | 16 maggio 2017    | 2 dicembre 2017   |

## Scosse di assestamento
- Titolo originale: Aftershocks
- Diretto da: James Hayman
- Scritto da: Brad Kern

### Trama
La squadra di Pride ritorna al lavoro per indagare su un cecchino che terrorizza la città. Nel frattempo si scopre che Brody ha deciso di non voler più tornare in squadra. Durante le indagini il team viene affiancato da Tammy Gregorio, un'agente dell'FBI inviata da Washington per l'inchiesta sui membri della squadra dell'NCIS in seguito ai loro rapporti con John Russo. La squadra riesce a scoprire che il cecchino è un membro del cartello della droga Ciudad Natal, per cui Russo lavorava, che sta cercando di eliminare tutti coloro che hanno collaborato nell'organizzare l'attentato, per non lasciare tracce. La Gregorio riesce comunque ad eliminarlo.

## Una partita letale
- Titolo originale: Suspicious Minds
- Diretto da: Michael Zinberg
- Scritto da: Christopher Silber

### Trama
Mentre Tammy Gregorio prosegue la sua inchiesta sul team NCIS di New Orleans, Pride e la squadra indagano su un triplice omicidio che sembra implicare Elvis, vecchio amico di King ed esperto hacker. Durante le indagini, Elvis riesce a scovare il vero colpevole dei fatti e a dimostrare la propria innocenza. Al termine dell'episodio l'FBI lascia la città, ma l'agente Gregorio viene lasciata a collaborare con Pride per sgominare il cartello per cui lavorava John Russo.

## Uomo in fiamme
- Titolo originale: Man on Fire
- Diretto da: Rob Morrow
- Scritto da: Zach Strauss

### Trama
Il team deve salvare la vita di un sottufficiale della marina tenuto in ostaggio in Messico. Tammy Gregorio inizia la sua collaborazione con Pride ma fra i due continua ad esserci dell'attrito.

## Piano di evasione
- Titolo originale: Escape Plan
- Diretto da: James Whitmore Jr.
- Scritto da: David Appelbaum

### Trama
Sebastian viene rapito da un'organizzazione criminale serba che vuole sfruttare le sue doti nell'evadere da carceri virtuali in un videogioco per far fuggire di prigione un pericoloso boss criminale. Il tecnico dovrà vedersela da solo ma riuscirà comunque a contattare Pride che assieme al team lo aiuterà nella difficile impresa.

## Cambio di rotta
- Titolo originale: Course Correction
- Diretto da: Tony Wharmby
- Scritto da: Chad Gomez Creasey

### Trama
Numerose agenzie di intelligence indagano su un piccolo aereo precipitato in circostanze poco chiare, su cui hanno perso la vita sei persone. Tammy Gregorio racconta a Pride un episodio molto doloroso del suo passato.

## Un brav'uomo
- Titolo originale: One Good Man
- Diretto da: Robert Greenlea
- Scritto da: Gwendolyne M. Parker

### Trama
Un giovane ragazzo prossimo a diventare un SEAL viene assassinato. Il team indaga cercando di capire il motivo dell'accaduto.

## Centauri
- Titolo originale: Outlaws
- Diretto da: Mary Lou Belli
- Scritto da: Greta Heinemann

### Trama
In seguito all'omicidio di un motociclista che in passato era stato nella Marina, due bande di centauri ritornano a scontrarsi dieci anni dopo l'allontanamento di una di queste da New Orleans. Il team cercherà di capire chi è il vero colpevole mentre Sonja riprenderà una copertura che aveva utilizzato ai tempi dell'ATF.

## Musica per le mie orecchie
- Titolo originale: Music to My Ears
- Diretto da: Michael Zinberg
- Scritto da: Kate Sargeant Curtis

### Trama
Una trombettista della marina viene aggredita e uccisa da un uomo che entra in casa sua. L'unico testimone dell'accaduto è il nipote della donna, che sarà la chiave nella risoluzione del caso. Nel frattempo Gregorio indecisa sul suo futuro decide di compilare una richiesta di assunzione per l'NCIS. Ma quando si reca da Pride per consegnargliela scopre che anche Sebastian vorrebbe diventare un agente speciale e pertanto decide di andarsene e di tornare a Washington con l'FBI.

## Drive
- Titolo originale: Overdrive
- Diretto da: Gordon Lonsdale
- Scritto da: Ron McGee

### Trama
Un Caporale della Marina, appassionato di corse d’auto, rimane ucciso durante una gara su un circuito. L’NCIS inizia le indagini, scoprendo che la morte del militare non è dovuta ad un guasto tecnico, ma ad un sabotaggio della sua auto. Le ricerche condurranno ad un team di rapinatori, cui il caporale era legato.

## Segui il denaro
- Titolo originale: Follow the Money
- Diretto da: Stacey Black
- Scritto da: Christopher Silber

### Trama
Durante una festa su uno yacht la guardia costiera compie una perquisizione e trova un membro dell'equipaggio morto. L'NCIS viene coinvolto e qui Pride scopre che probabilmente a bordo si trovava del denaro sporco appartenente al Cartello Ciudad Natal. L'agente scopre anche che la fidanzata del criminale è Eliza West, membro di una ricca famiglia di New Orleans che probabilmente viene usata per la sua posizione di rilievo. Le indagini procedono e Eliza accetta di aiutare il team per incastrare il fidanzato. La donna copia l'hard disk del suo computer ma i risultati collegano tutto alla famiglia West lasciando di fatto Garcia libero. Il trafficante manda un sicario ad uccidere Eliza. 
Pride si sente in colpa per non aver protetto la ragazza ma giura che prenderà il criminale facendo giustizia.

## L'ultima corsa
- Titolo originale: Let It Ride
- Diretto da: Nina Lopez-Corrado
- Scritto da: Brad Kern e Taylor Streitz

### Trama
La caccia a Garcia prosegue. Benché Isler (capo di Gregorio) chieda al NCIS di tenersi fuori dalle indagini il team prosegue e alla fine riesce ad incastrare Garcia. Il criminale promette che parlerà solo a condizione di essere protetto con la protezione testimoni. Benché Pride sia contrario Isler accetta. Garcia inizia a confessare e fa anche il nome del sindaco Hamilton, che aveva collaborato per incastrarlo. Al termine dell'episodio il team sta festeggiando per la buona riuscita del caso e Pride offre il distintivo a Tammy. Ma durante i festeggiamenti Pride riceve la notizia della morte di Garcia, ucciso da un'autobomba durante il trasferimento. La battaglia non è ancora finita.

## Oro nero
- Titolo originale: Hell on the High Water
- Diretto da: Michael Zinberg
- Scritto da: Zach Strauss

### Trama
Durante il primo giorno di Gregorio come nuova agente NCIS, e mentre Sebastian sta frequentando il corso basico per agenti operativi, il corpo di un marinaio viene ripescato nella baia, l'uomo presenta una grave bruciatura al torace, dovuta, verosimilmente ad una fiamma ossidrica. Il team segue il caso e Pride, che deve svolgere delle indagini su una piattaforma petrolifera, si trova ben presto in grave pericolo. Nonostante il parere contrario del suo sergente istruttore, che lo vorrebbe concentrato sul corso, l'aiuto di Sebastian si dimostrerà determinante.

## Il ritorno del re
- Titolo originale: Return of the King
- Diretto da: James Hayman
- Scritto da: David Appelbaum

### Trama
Nel primo giorno di servizio di Sebastian come agente NCIS, il caso di una safe-house del governo attaccata da un terrorista, fatto che ha portato alla morte di alcuni militari, porta il team ad incontrare nuovamente Elvis, L’anziano hacker già visto nell'episodio 3x02. Questi, inizialmente sospettato, aiuterà la squadra di Pride a risolvere il caso.

## Il vaso di Pandora (seconda parte)
- Titolo originale: The Pandora's Box (Part II)
- Diretto da: LeVar Burton
- Scritto da: Christopher Silber

### Trama
Tim McGee e Nick Torres volano a New Orleans per coadiuvare Pride ed il suo team nella ricerca dei piani terroristici sottratti alla Sicurezza Nazionale da un hacker che, proprio a New Orleans, vuole organizzare un’asta tra potenti fuorilegge e venderli al miglior offerente. Torres cerca di agganciare un vecchio contatto del suo passato sotto copertura. L'uomo però viene pugnalato a morte durante i festeggiamenti del Mardi Gras. Anche una donna, identificata come uno dei possibili acquirenti, viene pugnalata. Tammy Gregorio prenderà il posto della vittima, ma verrà subito smascherata e Torres rapito. Si scopre che nella vicenda è coinvolta la spia russa, vecchia conoscenza di Pride, che ha organizzato tutto per uccidere il suo reclutatore, al fine di vendicarsi della vita alla quale l’uomo l’ha condannata. Nel corso dell’episodio Sebastian conosce di persona McGee, da lui venerato come tipico esempio del nerd che però sa anche farsi valere quando si tratta di entrare in azione.
- Nota. Questo episodio è un crossover, seguito dell'episodio Il vaso di Pandora (prima parte) della serie NCIS - Unità anticrimine.

## Un caso ancora aperto
- Titolo originale: End of the Line
- Diretto da: Ed Ornelas
- Scritto da: Chad Gomez Creasey

### Trama
Un terribile e brutale omicidio, in tutto e per tutto simile ad un vecchio caso porta il team a riaprire la vecchia indagine, anche perché il colpevole di allora è da poco tornato in libertà e si teme abbia ripreso ad uccidere donne con il suo modus operandi. Questa indagine però evoca dolorosi ricordi in Loretta.

## Il beneficio del dubbio
- Titolo originale: The Last Stand
- Diretto da: Sharat Raju
- Scritto da: Greta Heinemann

### Trama
Un'amica di vecchia data di Pride, l’avvocato governativo e militare, Rita Devereaux, chiede all'NCIS di indagare sulla scomparsa di un avvocato del JAG specializzato in casi top secret che lavorava in un'accademia militare privata.

## Il giustiziere
- Titolo originale: Swift, Silent, Deadly
- Diretto da: Randy Zisk
- Scritto da: Ron McGee

### Trama
Un sottufficiale delle forze speciali sembra voler seminare il panico tra le file dei delinquenti di Clearwater, sobborgo povero e fatiscente di New Orleans. La squadra di Pride tenta di catturarlo, ma ne esce pesta e sconfitta. Un secondo tentativo va in porto, e il soldato confessa di essere intenzionato a liberare sua moglie, rapita da una banda di criminali dell'est europeo, nell'ambito di un caso di tratta di donne. Pride, contravvenendo agli ordini ricevuti, decide di fidarsi dell’uomo. Lo libera e lo aiuta a ritrovare la moglie e a risolvere il caso.

## Uccidi il drago
- Titolo originale: Slay the Dragon
- Diretto da: Mary Lou Belli
- Scritto da: Kate Sargeant Curtis

### Trama
Un giovane sottufficiale di marina, figlio di un boss mafioso di New Orleans, viene ucciso per strada. Ben presto si scopre che nella vicenda è coinvolto l’ex-marito di Tammy Gregorio, un faccendiere senza scrupoli che all'epoca post uragano Katrina aveva sottratto un’enorme somma di denaro destinata alla ricostruzione. Dopo essere stato catturato, l’uomo aveva collaborato con la giustizia, permettendo all'FBI di arrestare e far condannare il padre del marinaio morto. Ora i due figli sopravvissuti vogliono vendicarsi di lui.

## Contagio
- Titolo originale: Quid Pro Quo
- Diretto da: Alex Zakrzewski
- Scritto da: Zach Strauss

### Trama
Durante le indagini su un presunto incidente accaduto in una base navale, il team scopre che una squadra di Seabees è stata avvelenata con un virus molto aggressivo, e che l’intera città di New Orleans è a rischio pandemia. Durante un’autopsia, Loretta Wade rimane infettata dal virus. La squadra raddoppia gli sforzi per trovare l’antidoto prima che sia troppo tardi.

## Nola Confidential
- Titolo originale: NOLA Confidential
- Diretto da: Geary McLeod
- Scritto da: David Appelbaum e Taylor Streitz

### Trama
Un vecchio partner di LaSalle al New Orleans Police Department si ritrova ad essere il primo sospettato in un’indagine di corruzione e traffico di droga. Pride e Rita Devereaux discutono della loro relazione. Rita scopre lo zampino del sindaco Hamilton in un progetto teso ad impoverire il quartiere di Clearwater.

## Per una nobile causa
- Titolo originale: Krewe
- Diretto da: Tony Wharmby
- Scritto da: Judith McCreary

### Trama
Il team mette a rischio le proprie carriere quando Pride, durante un’intercettazione del telefono del sindaco Hamilton, capisce che lo stesso è coinvolto nella misteriosa sparizione di una grossa partita di armi destinate alla marina. Percy, per seguire la propria coscienza, finisce in carcere.

## Al tappeto
- Titolo originale: Knockout
- Diretto da: Gordon Lonsdale
- Scritto da: Chad Gomez Creasey e Greta Heinemann

### Trama
Indagando sull'omicidio di un cappellano militare della Marina, Pride collega il caso al sindaco Hamilton ed ai suoi piani su Clearwater.

## Nella tana del coniglio
- Titolo originale: Down the Rabbit Hole
- Diretto da: Ed Ornelas
- Scritto da: Brad Kern

### Trama
Pride e il suo team proseguono le indagini contro il corrotto sindaco Hamilton.

## Giustizia divina
- Titolo originale: Poetic Justice
- Diretto da: James Hayman
- Scritto da: Christopher Silber e Katherine Beattie

### Trama
Ultimo capitolo della lotta fra la giustizia, rappresentata dall'NCIS, e il crimine, rappresentato dal sindaco della città, nonché antica nemesi di Pride, Douglas Hamilton.